# Comuna Kornîci, Sambir
Kornîci (în ucraineană Корничі) este o comună în raionul Sambir, regiunea Liov, Ucraina, formată din satele Birciîți, Kornîci (reședința) și Novi Birciîți.

## Demografie
Componența lingvistică a comunei Kornîci
     Ucraineană (100%)
Conform recensământului din 2001, toată populația comunei Kornîci era vorbitoare de ucraineană (100%).